# Kabul Premier League
Die Kabul Premier League ist die semiprofessionelle Fußball-Liga der afghanischen Hauptstadt Kabul. Es nehmen nur Klubs aus Kabul teil.

## Modus
Die Vorgängerliga, die im gleichen Modus spiele, war die Afghanistan Premier League. Die Kabul Premier League wird mit 14 Mannschaften im Liga-System ausgespielt. Sie beginnt immer im Mai eines Jahres und dauert in der Regel 48 Tage.

## Sieger
- 2012: Big Bear FC
- 2013: Big Bear FC
- 2014–2015: unbekannt
- 2016: Saramyasht FC